# Bridget Neval
Bridget Neval (* 13. Februar 1985) ist eine australische/kanadische Schauspielerin. Ihre bekannteste Rolle ist in der Kinderfilmserie Total Genial die Rolle der bösen Schülerin Elizabeth Hawke. In der Serie Neighbours spielte sie in zwei Jahren die Rolle Lana Crawford.

## Werdegang
Nevals Mutter ist Australierin und ihr Vater Kanadier. Sie wurde in Indien geboren und hat eine jüngere Schwester namens Deirdre. Nach einigen Monaten zogen sie nach Kanada um. Im Alter von 13 Jahren siedelte sie nach Australien über. Daraus resultierend hat sie einen Akzent, der eine Mischung aus Australisch und Kanadisch ist.

## Schauspielkarriere

### Guinevere Jones
Die Rolle in Guinevere Jones war ihre erste Schauspielerrolle. Sie war eine der Hauptdarstellerinnen und spielte Reine Davidson, die Angstgegnerin der Protagonistin Guinevere Jones und ihrer Freunde. Die Serie wurde zuerst 2002 ausgestrahlt und hatte 26 Folgen.

### Total Genial
In Total Genial (2003–2005), einer in Australien produzierten Serie, spielte sie das Teenager-Genie Elizabeth Hawke (Hauptrolle). In der Serie werden Elizabeth Hawke und Toby Johnson Genies, nachdem ein wissenschaftliches Experiment schiefgegangen war. Elizabeth war vorher eine unauffällige Streberin, benutzt jedoch ihre Intelligenz zu bösen Zwecken, wodurch sie der Bösewicht der Serie wird. Nur das Genie Toby kann sie davon abhalten, unschuldige Leute zu verletzen. In der zweiten Staffel schließen sie sich zusammen. Die erste Staffel der Serie gewann im Jahre 2004 den AFI Award for Best Children's Television Drama. Die erste Staffel wurde in den Jahren 2002–2003 produziert und die zweite in den Jahren 2004–2005.

### Neighbours
Neval spielte Lana Crawford in Neighbours (2004–2005). Sie war damit die erste lesbische Figur der Serie. Dies empfanden einige Zuschauer als sehr schockierend, weil Neighbours bis zu diesem Punkt als konservative Fernsehserie angesehen wurde. Die Aufnahme der Figur in die Serie erzeugte starke Meinungsverschiedenheiten und führte zu einer erhöhten Berichterstattung. 2020 kehrte Neval in die Serie zurück.

### Damned By Dawn
Im September 2006 verfilmte Neval den unabhängigen Horrorfilm Damned By Dawn (vorher bekannt als Eternal Dawn und The Banshee), produziert von The Amazing Krypto Brothers. Der Film wurde am 9. November 2010 in Amerika auf DVD und Blu-ray veröffentlicht.

### Chasing Pegasus
In dem  Melbourne Fringe Festival-Theaterstück Chasing Pegasus: A Play In Ten Chords von Sally McLean spielt Neval die Rolle der sechzehnjährigen Amelia. Das Stück handelt von einer Nacht im Leben der zehn Mitglieder des Serendipity Book Club. Es wurde in Melbourne am 3. Oktober 2006 aufgeführt.

### Crawlspace
Crawlspace ist ein Australischer Horrorfilm aus dem Jahr 2012, geschrieben und produziert von Justin Dix (Damned by Dawn). Neval nahm erneut die Rolle der Banshee ein.